# Faint
Faint – drugi singel amerykańskiego zespołu rockowego Linkin Park z płyty Meteora. Teledysk został nakręcony w Los Angeles. Zostało na nim ukazane wykonanie utworu prawdopodobnie podczas jednego z koncertów grupy.

## Lista utworów
1. Faint – 2:42
2. Lying From You (Live) – 3:07
3. One Step Closer (Reanimated Live) – 3:43

## Twórcy
- Chester Bennington – wokale główne
- Mike Shinoda – rap, gitara rytmiczna, sampler, aranżacja instrumentów smyczkowych
- Brad Delson – gitara solowa
- Dave „Phoenix” Farrell – gitara basowa
- Joe Hahn – turntablizm, samplery
- Rob Bourdon – perkusja
- Dave Campbell – aranżacja instrumentów smyczkowych
- Joel Derouin, Charlie Bisharat, Alyssa Park, Sara Parkins, Michelle Richards, Mark Robertson – skrzypce
- Evan Wilson, Bob Becker – altówki
- Larry Corbett, Dan Smith – wiolonczele